# Thecla vulnerator
Thecla vulnerator är en fjärilsart som beskrevs av Otto Staudinger 1888. Thecla vulnerator ingår i släktet Thecla och familjen juvelvingar. Inga underarter finns listade i Catalogue of Life.